# Lona impermeable

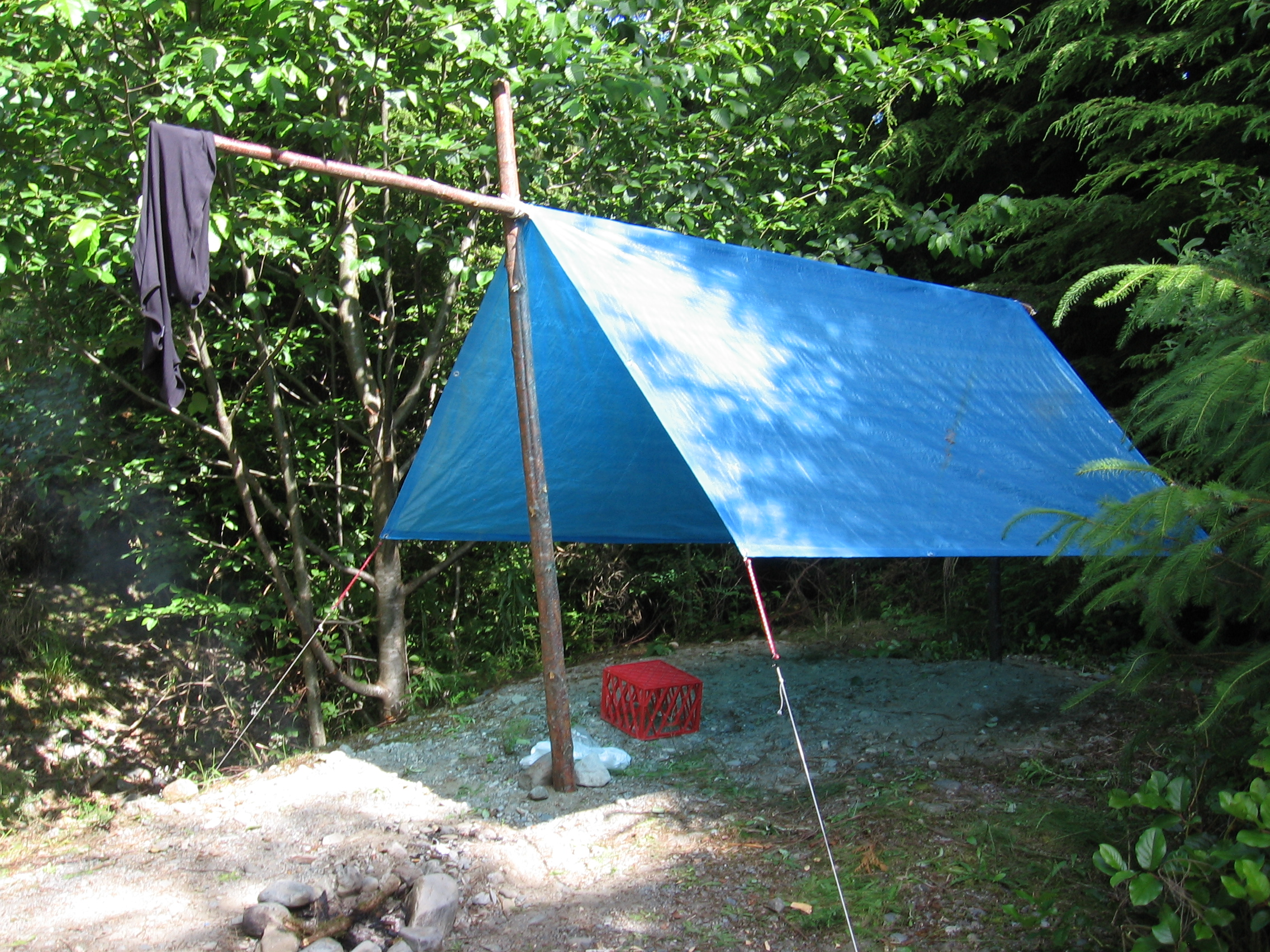
Una carpa improvisada utilizando tela de polipropileno.

Una lona impermeable es un gran trozo de material resistente, flexible, y resistente al agua o impermeable, a menudo una tela tal como un lienzo o poliéster recubierta de poliuretano, o fabricada de materiales plásticos tales como polietileno. A menudo las lonas poseen anillos reforzados en sus esquinas y en sus laterales para servir de puntos de anclaje de sogas, para atarlas o fijarlas.
Antiguamente se utilizaban lonas de algodón tratadas con alquitrán o cera. Eran muy utilizadas para la confección de velas de barcos (tales como bergantines, cutters, fragatas, veleros) y para proteger mercaderías de los efectos de la intemperie.
Las lonas impermeables modernas por lo general son confeccionadas de polipropileno.